# ۲۳۶ (قمری)
۲۳۶ (قمری)، دویست و سی و ششمین سال در گاهشماری هجری قمری است. اول محرم این سال برابر با نوزدهم ژوئیه سال ۸۵۰ میلادی است.

## وابسته
- عبدالسلام بن رغبان